# Мандикори
Мандикори (груз. მანდიკორი) — село в Грузии, на территории Ткибульского муниципалитета края (мхаре) Имеретия.

## География
Село находится в западной части Грузии, к западу от реки Чала (правый приток Цкалцителы), на расстоянии 26 километров к западу от города Ткибули, административного центра муниципалитета. Абсолютная высота — 458 метров над уровнем моря.

## Население
По результатам официальной переписи населения 2014 года, в Мандикори проживало 119 человек (63 мужчины и 56 женщин). В национальной структуре населения грузины составляли 99,2 %, русские — 0,8 %.
| Год  | Население, человек |
| ---- | ------------------ |
| 2002 | 210                |
| 2014 | ↘ 119              |